# Euphorbia petrophila
Euphorbia petrophila là một loài thực vật có hoa trong họ Đại kích. Loài này được C.A.Mey. mô tả khoa học đầu tiên năm 1850.